# Ludwig Moser (Unternehmer)

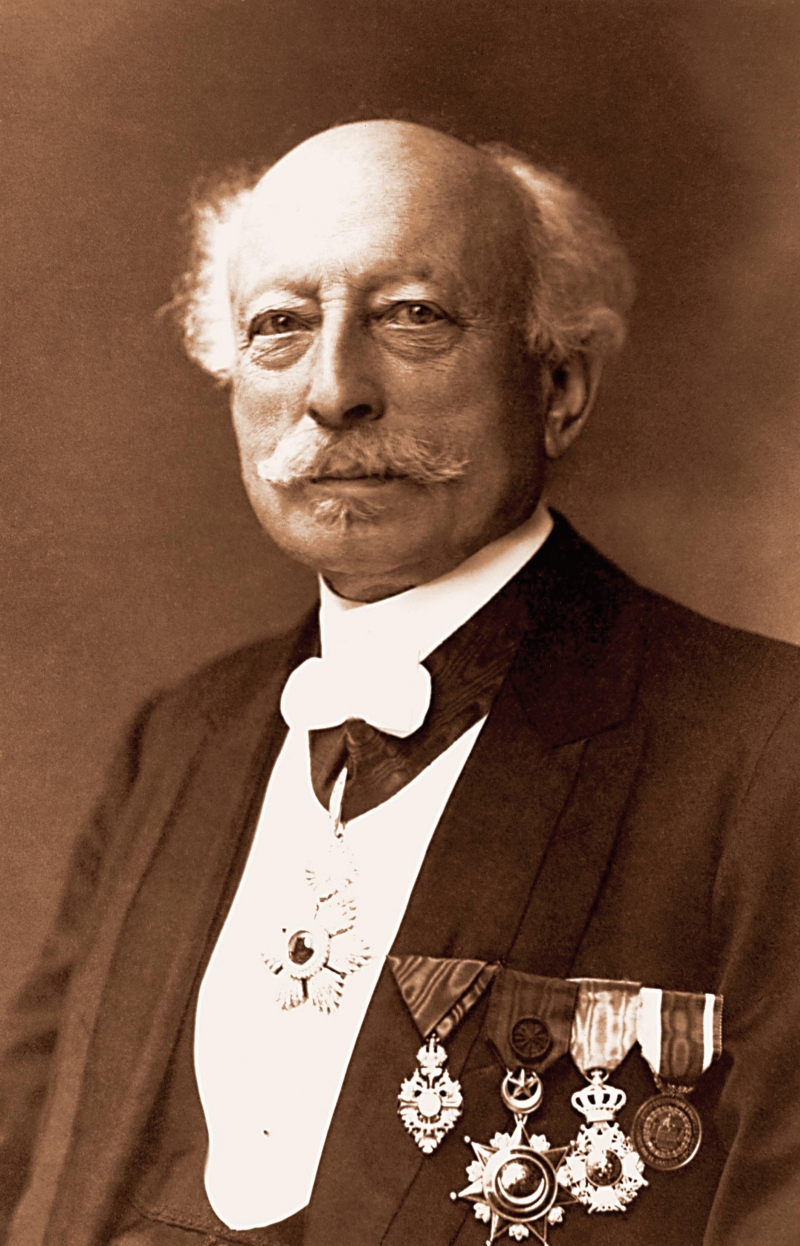
Ludwig Moser (nach 1908)

Ludwig Moser (* 18. Juni 1833 in Karlsbad; † 27. September 1916 ebenda) war ein böhmischer Unternehmer in der Glasindustrie.

## Leben
Ludwig Moser wurde als Ludwig Löwi Moser am 18. Juni 1833 geboren. Er stammte aus einer jüdischen Familie. Lazar Moser, sein Vater, verkaufte rituelle Speisen in einer Kantine. Auch Mitglieder der Familie Rothschild frequentierten diese bei ihren Kuraufenthalten regelmäßig. In der Volksschule in Karlsbad absolvierte Ludwig Moser vier Realschulklassen bei den Piaristen in Wien und kehrte 1847 nach Karlsbad zurück, um dort den Schulbesuch abzuschließen. Die Familienverhältnisse zwangen ihn, 1848 als Lehrling in die Glasgravurwerkstätte von Andreas Mattoni einzutreten.
Anschließend wanderte Moser auf der Suche nach Arbeit nach Prag und andere Orte und kehrte Ende 1850 nach Karlsbad zurück, wo er bis 1851 als Graveur bei Mattoni tätig war. Danach war Moser wieder in Prag, wo er die Prager Kunstakademie besuchte, um sich im Zeichnen auszubilden. Nach einem erneuten Aufenthalt in Karlsbad im Jahr 1853 ging Moser nach Leipzig und Berlin, wo er einige Monate lang in einer Werkstatt arbeitete.
Seit 1855 war er wieder in Karlsbad und arbeitete als selbständiger Graveur von Monogrammen, Schriften, Wappen und Ornamenten auf Brunnenbechern und anderen Gläsern. Im Jahr 1857 gründete Ludwig Moser ein Gravur- und Einzelhandelsgeschäft in Karlsbad. Die große Nachfrage nach seinen Gravuren und Steinschnitten machte die Verlegung des Glasgeschäfts Ludwig Moser in eine bessere Lage der Stadt möglich. Das Rohglas bezog er aus den südböhmischen Glashütten (u. a. Meyr’s Neffe, Wilhelm Kralik, Johann Lötz Witwe). Um 1870 wurde ein eigener Betrieb in Meistersdorf bei Steinschönau mit Gravur- und Schleifereiwerkstätten eröffnet. Neue Absatzmöglichkeiten erschloss Moser durch die Beteiligung an Ausstellungen in Linz, Graz, Wien sowie in Glasgow und Edinburgh.
Der häufige Mangel an Rohglas führte zu seinem Entschluss, eine moderne Glasfabrik mit allen Zweigen der Glasveredelung in dem nur drei Kilometer von Karlsbad entfernten Ort Meierhöfen zu bauen. Mit seinen Söhnen gründete er um 1890 das Unternehmen Karlsbader Glasindustrie-Gesellschaft Ludwig Moser & Söhne AG. Der Bau moderner Arbeiterhäuser mit freier Wohnung und Beheizung ermöglichte Moser die Anwerbung der besten Fachkräfte aus allen Teilen Böhmens. Das ständig zunehmende Geschäft veranlasste Moser zur Eröffnung von Niederlassungen im In- und Ausland, so in New York, London, Paris und Sankt Petersburg.
Ludwig Moser war im Vorstand der Jüdischen Gemeinde Karlsbad tätig.

## Ehrungen
Im Jahr 1901 erhielt Ludwig Moser den Sonnen- und Löwenorden 3. Klasse, das 1908 Ritterkreuz des Franz-Joseph-Ordens, den Osmanié-Orden sowie das Ritterkreuz des Belgischen Leopoldsordens. Er wurde zum persischen Hoflieferanten, 1904 zum k.u.k. Hoflieferanten und 1908 zum Hoflieferanten von König Eduard VII. ernannt.